# Robert Atkyns (Richter)

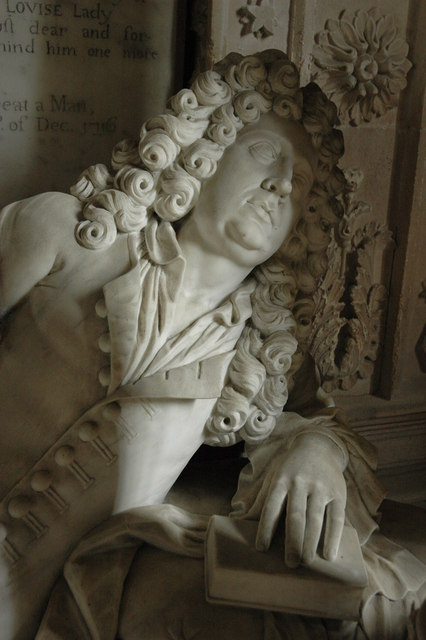
Grabmonument des Sir Robert Atkyns in der Kirche von Sapperton

Sir Robert Atkyns (* 29. April 1620 in Gloucestershire; † 18. Februar 1710 in Sapperton, Gloucestershire) war ein englischer Jurist und Staatsmann.

## Leben
Robert Atkyns stammte aus einer alten und begüterten Familie in Gloucester, widmete sich dem Studium der Rechtswissenschaften, wurde 1645 Anwalt und erlangte bald als Sachwalter großes Ansehen. 1656 war er Unterhaus-Abgeordneter für Carmarthenshire und 1659 für Evesham in Worcestershire. Bei der Krönung Karls II. 1661 wurde er zum Knight of the Bath geschlagen und war von 1661 bis 1672 Unterhausabgeordneter für East Looe in Cornwall. Er wurde 1663 Recorder der Stadt Bristol sowie 1672 Richter am Court of Common Pleas. Aus Unzufriedenheit über das Bestreben des Hofs, die Unabhängigkeit des Richterstandes zu untergraben, verzichtete Atkyns 1679 auf seinen Sitz im Gerichtshof und nahm seine frühere Wirksamkeit zu Bristol wieder auf.
1682 in einen Aufruhrprozess verwickelt, zog sich Atkyns auf seine Besitzungen in Gloucestershire zurück. Von dort aus suchte er 1683 durch zwei mit glänzender Beredsamkeit verfasste Rechtsgutachten in dem berüchtigten Rye-House-Prozess zugunsten Lord William Russells zu wirken, konnte diesen aber nicht vor der Todesstrafe retten. Er veröffentlichte nach der Glorious Revolution von 1688 seine Defence of the late Lord Russell’s innocency, worin er der späteren Legislatur über Majestätsverbrechen den Weg vorzeichnete. 1684 verteidigte Atkyns mit Erfolg den als Verfasser einer aufrührerischen Schmähschrift angeklagten Sprecher des Unterhauses, William Williams.
An der Glorious Revolution nahm Atkyns regen Anteil. Dafür wurde er nach der Vertreibung Jakobs II. vom neuen König Wilhelm III. 1689 zum Präsidenten des Schatzkammergerichts erhoben; das Oberhaus übertrug ihm in demselben Jahr das Amt des Sprechers. 1694 legte er seine Ämter nieder und lebte seitdem auf seiner Besitzung Sapperton Hall in Gloucestershire, wo er 1710 zwei Monate vor seinem 90. Geburtstag starb.
Atkyns’ Parliamentary and political tracts (London 1734) sind für die englische Reichs- und Verfassungsgeschichte wichtig.